# 線路等級
線路等級（せんろとうきゅう）は、輸送上の特性に応じた鉄道線路の分類。
列車の最高速度・本数、車両性能と保守の経済性などを勘案して、線路と走行車両の規格を定める。

## 日本国有鉄道の線路等級
日本国有鉄道（国鉄）は、部内規程の線路管理規程で各線区を1級線、2級線、3級線、4級線と分類し、これを線路等級と称した。
元来は鉄道省、戦後は運輸省の国有鉄道建設規程で、甲線、乙線、丙線に分類して線路種別と称する。ほかに甲線のうち「特別の線路」が特別甲線（特甲線）とされ、簡易線建設規程により丙線のうち簡易なものが簡易線とされ、これらも線路種別のような扱いを受けた。
1929年に制定された規格を下記する。
| 線路等級 | 最小曲線半径                                  | 最急勾配       | 軌道                                                                       | 橋梁負担力    | 停車場構内の本線有効長 | 運転最高速度   |
| -------- | --------------------------------------------- | -------------- | -------------------------------------------------------------------------- | ------------- | ---------------------- | -------------- |
| 特別甲線 | 本線400ｍ                                     | 10‰ 3.5‰       | 負担力 K-18 軌条重量50kg 道床厚200mm 枕木数16丁/10ｍ                       | KS-18         | 380 - 460ｍ            | 110km/h        |
| 甲線     | 本線300ｍ 分岐付帯160ｍ 乗降場に沿う部分500ｍ | 25‰ 3.5‰       | 負担力 K-16 軌条重量37kg 道床厚200mm 枕木数15丁/10ｍ                       | KS-16         | 380 - 460ｍ            | 100 (110) km/h |
| 乙線     | 本線250ｍ 分岐付帯160ｍ 乗降場に沿う部分400ｍ | 25 (30) ‰ 3.5‰ | 負担力 K-15 軌条重量37kg 道床厚200mm 枕木数14丁/10ｍ                       | KS-15 (KS-18) | 250 - 380ｍ            | 95km/h         |
| 丙線     | 本線200ｍ 分岐付帯100ｍ 乗降場に沿う部分300ｍ | 35‰ 3.5‰       | 負担力 K-13【補足3】 軌条重量30 (37) kg 道床厚150 (120) mm 枕木数13丁/10ｍ | KS-12 (KS-15) | 150 - 250ｍ            | 85km/h         |
| 簡易線   | 本線160ｍ 分岐付帯100ｍ 乗降場に沿う部分200ｍ | 35‰ 3.5 (15) ‰ | 負担力【補足3】 軌条重量30kg 道床厚120 (100) mm 枕木数規定なし             | KS-10 (KS-12) | 80ｍ                   | 45km/h         |
| 側線     | すべて100 (80) ｍ                             | すべて3.5‰     | 負担力【補足3】 軌条重量30kg 道床厚規定なし 枕木数規定なし                 | 規定なし      | 規定なし               | 規定なし       |

- 補足1：括弧内数値は特に必要ある場合。
- 補足2：1958年の運転取扱心得で甲線の最高速度は上記だが、実際は暫定的に95㎞/hが最高とされた。
- 補足3：丙・簡易・側線の軌道負担力は「最大軸重11t・最小軸距1500mmの機関車重連が45km/h通過時に耐えられること」の規定が別にある。

国鉄が発行した『鉄道辞典』によると、特別甲線は1955年度末1,268km。1943年改訂線路区間種別表での特別甲線を含む路線一覧は、東海道本線・山陽本線あわせて東京 - 明石が特別甲線、明石 - 門司は甲線、東北本線 上野 - 大宮が特別甲線、大宮 - 青森が甲線。その他の甲線は御殿場線など。乙線は横浜線など。簡易線は木次線など。丙線はこれら以外の線区で、予讃本線 高松 - 八幡浜、土讃本線 多度津 - 須崎など。計画中の路線も線路規格が定められた。現在の北越急行ほくほく線である北越北線は乙線である。
本建設規程は昭和初期に規定され、後年は情勢と乖離が大きくなり1965年に上記の1級 - 4級の等級が定められた。
線路等級は、年間の通過トン数と列車速度を基準にして線路を破壊する力を算出して定められ、道床の厚さや枕木の構造・本数などにより等級が分けられる。1級線、2級線、3級線、4級線は、それぞれ軸重が18t、17t、15t、14tに、最高速度が110km/h、100km/h、95km/h、一般列車の基本値85km/h、に制限されるなど相違がある。
例 : 1級線山手線 品川 - 新宿 - 田端、中央線 吉祥寺 - 高尾。
1982年の石勝ルートの例 : 線路種別は、札幌 - 千歳空港（現在の南千歳）丙線、千歳空港 - 上落合乙線、上落合 - 釧路丙線。線路等級は、札幌 - 千歳空港2級線、千歳空港 - 追分3級線、追分 - 新夕張2級線、新夕張 - 上落合3級線、上落合 - 池田2級線、池田 - 釧路3級線。
1984年2月1日国鉄ダイヤ改正を踏まえ線路等級が変更になった主な線区 : 1級から2級へ格下げは、東北本線（黒磯 - 青森）、常磐線（取手 - 水戸）、鹿児島本線（門司 - 東折尾）。2級から3級は、函館本線（函館 - 長万部、小樽 - 手稲）、上越線（渋川 - 宮内）、武蔵野線（新松戸 - 西船橋）、中央本線（岡谷 - 辰野 - 木曽福島）、鹿児島本線（久留米 - 鹿児島）。3級から4級は、宗谷本線（北旭川 - 音威子府）、石北本線、釜石線、高山本線（高山 - 富山）、紀勢本線（多気 - 新宮）、日豊本線（南宮崎 - 鹿児島）、山陰本線（益田 - 幡生）。2級から1級へ格上げは、大阪環状線。3級から2級は、総武本線（千葉 - 佐倉）、成田線（佐倉 - 成田）、青梅線。4級から3級は、五日市線（拝島 - 武蔵五日市）、播但線（姫路 - 寺前）、筑肥線（姪浜 - 筑前前原）
1987年の国鉄民営化後は各社独自の規定に移行していることに加えその後の線路改良による規格の引き上げや合理化による格下げが行われていることから、1級 - 4級の等級は現在のものとは一致しない線区がある。

## 南満洲鉄道の線路等級
南満洲鉄道は年間の想定通過トン数を基準に線路等級を4段階に区分していた。線路など級ごとに軌道構造、本線制限勾配、設計荷重、線路容量等の線路規格が設定されていた。